# Kodak Black
Bill K. Kapri, nato Dieuson Octave e meglio noto con lo pseudonimo Kodak Black (Pompano Beach, 11 giugno 1997), è un rapper e cantante statunitense.
È noto per i suoi singoli No Flockin, Roll In Peace con XXXTentacion, Zeze, Tunnel Vision, nonché per i suoi numerosi problemi legali.

## Biografia
Kapri è nato l'11 giugno 1997 a Pompano Beach, in Florida, come Dieuson Octave, dove è cresciuto. I suoi genitori erano migranti provenienti da Haiti. Kodak Black è stato cresciuto da sua madre a Golden Acres, un progetto di case popolari stabilito a Pompano Beach. Nel 2014, Kodak Black ha dichiarato che stava lavorando per il suo diploma di scuola superiore alla Blanche Ely High School di Pompano Beach. Durante la sua incarcerazione, Kodak Black iniziò a identificarsi come ebreo israelita dopo che un sacerdote che dirige il ministero della prigione studiava le scritture con lui. In seguito ha chiesto di cambiare il suo nome in Bill Kahan Blanco, con Kahan che significa "sacerdote" in ebraico. Il 2 maggio 2018 ha cambiato legalmente il suo nome da Dieuson Octave a Bill K. Kapri. Nel giugno 2018, Kodak Black ha ottenuto il General Educational Development mentre era in prigione.
Kodak Black iniziò a rappare alle elementari e cominciò a frequentare una casa di spaccio dopo la scuola per registrare musica. Ha trascorso la sua giovinezza leggendo dizionari per approfondire il suo vocabolario. Kodak Black partecipava frequentemente a risse e rapine insieme ai suoi amici. Kodak Black è stato espulso dalla scuola in quinta elementare per rissa ed è stato arrestato per furto d'auto durante la scuola media. Riguardo alla sua educazione, ha detto che gli sono state date due opzioni: "vendere droghe con una pistola sul fianco o fare rap". Dall'età di sei anni, Kodak Black ha deciso di usare "Black" come suo soprannome. In passato ha utilizzato anche "Lil' Black" sempre come suo soprannome. Quando ha deciso di iscriversi su Instagram ha scelto come nome utente "Kodak Black" in riferimento all'azienda multinazionale Kodak. Questo in seguito divenne il suo nome d'arte quando iniziò a fare rap.

## Carriera

### 2009-2015: Inizi e Project Baby

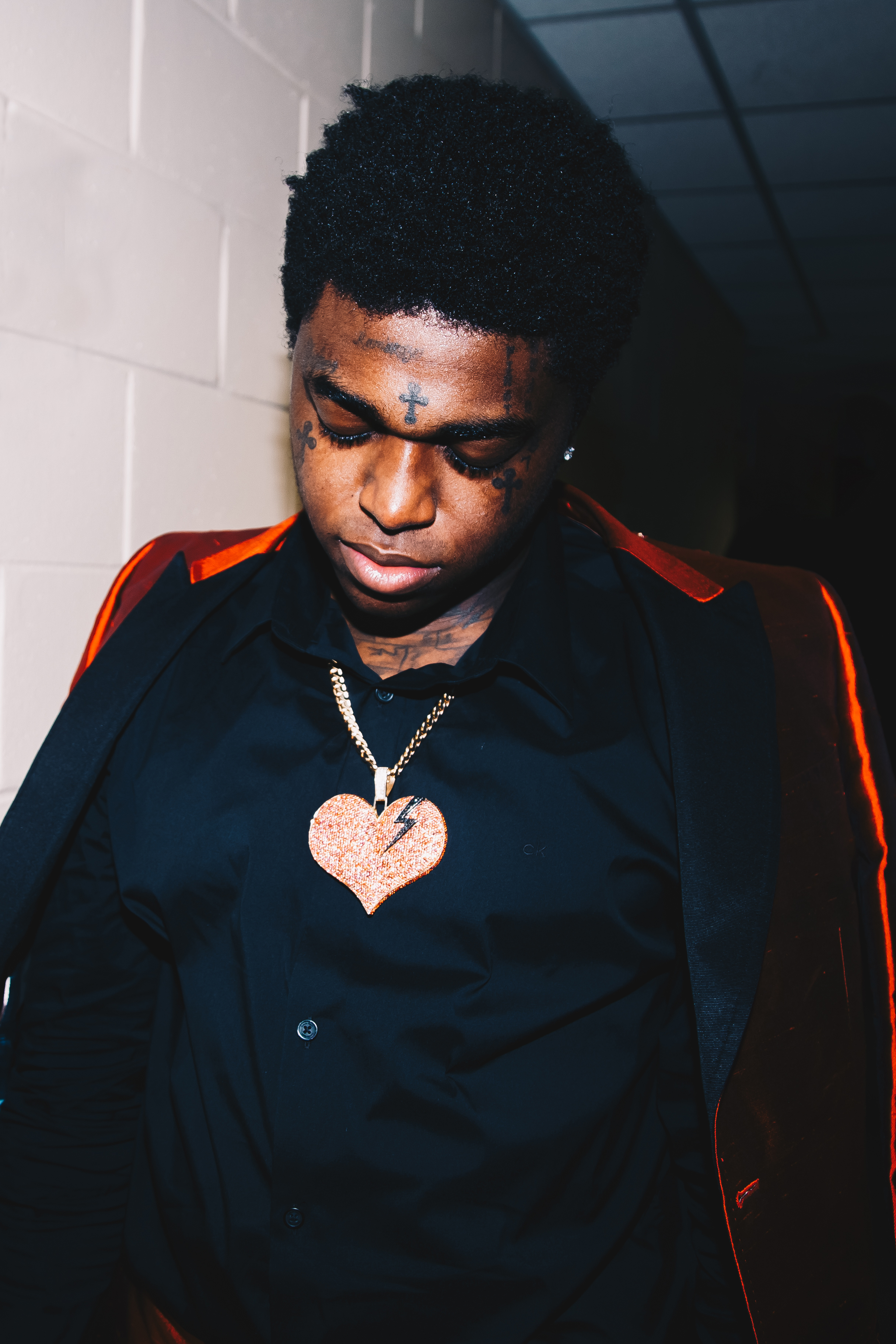
Kodak Black nel 2019

Nel 2009, all'età di 12 anni, Kodak Black si unì ad un gruppo rap chiamato Brutal Youngnz, con il nome d'arte J-Black. Più tardi si è unito ad un altro gruppo rap locale chiamato The Kolyons. Nel dicembre 2013, Kodak Black ha pubblicato il suo primo mixtape Project Baby, seguito a dicembre 2014 con il mixtape Heart of the Projects e nel dicembre 2015 con il mixtape Institution.
Nell'ottobre 2015, il rapper canadese Drake ha pubblicato un video di se stesso che ballava sulla canzone Skrt di Kodak Black, il che lo ha aiutato ad ottenere popolarità nonostante le obiezioni di altri rapper come Earl Sweatshirt. Lo stesso mese firmò un accordo con la Atlantic Records. Nel maggio 2016, Kodak Black e il rapper e compagno di etichetta Lil Uzi Vert hanno annunciato l'intenzione di collaborare per un tour nazionale chiamato "Parental Advisory Tour"; tuttavia, Kodak Black non appare nel tour.

### 2016-2018:Painting Pictures,Project Baby 2 e Dying to Live
Nel maggio 2016, Kodak Black è apparso nel singolo Lockjaw proveniente dal 21º mixtape MC4 del rapper French Montana, che ha raggiunto la posizione numero 23 nella classifica Hot R&B/Hip-Hop Songs di Billboard. Nell'agosto 2016, il singolo Skrt di Kodak Black raggiunse il numero 10 della classifica Bubbling Under R&B/Hip-Hop Singles di Billboard. Nel giugno 2016 ha pubblicato il suo quarto mixtape Lil B.I.G. Pac. Questo è stato il suo primo mixtape ad entrare in una classifica Billboard, raggiungendo il numero 49 nella classifica Top R&B/Hip-Hop Albums e il numero 18 nella Top Heatseekers. Nel giugno 2016, Kodak Black è stato nominato dalla rivista XXL. Nell'agosto dello stesso anno, Kodak Black è stato criticato per aver diffuso un video di sessione in studio dove lo mostrava ridicolizzare delle donne nere. Mentre era in prigione, Kodak Black ha pubblicato la canzone Can I.
Il 17 febbraio 2017, Kodak Black ha pubblicato il singolo Tunnel Vision. La canzone ha debuttato alla numero 27 e ha raggiunto il numero 6, entrando di conseguenza nella Top 10 di Billboard Hot 100. Il singolo è arrivato anche alla posizione numero 17 della Billboard Canadian Hot 100. Il 31 marzo 2017, Kodak Black ha pubblicato il suo album di debutto Painting Pictures. L'album raggiunse la terza posizione della Billboard 200 e vendette 71.000 unità equivalenti la prima settimana. Nel 2016 ci sono state altre polemiche dopo che Kodak Black ha insultato Lil Uzi Vert e Lil Yachty mentre conduceva un live streaming su Instagram. Lil Uzi Vert ha risposto affermando che non era infastidito dall'insulto. Il 18 agosto 2017, Kodak pubblica Project Baby 2, seguito di Project Baby uscito nel 2013. Nel novembre 2017, Kodak Black ha pubblicato una versione deluxe di Project Baby 2, Project Baby 2: All Grown Up. Il singolo Codeine Dreaming contenuto nella versione deluxe ha raggiunto la posizione numero 52 della Billboard Hot 100.
Nel gennaio 2018, Kodak Black fu arrestato in seguito a un'incursione nella sua casa in Florida. Il 14 febbraio 2018, Octave ha pubblicato il mixtape Heart Break Kodak. Dopo aver pubblicato il singolo Mama con Jadakiss compare nel singolo diventato poi famoso di Gucci Mane e Bruno Mars Wake Up In The Sky. In seguito uscì il suo secondo album in studio chiamato Dying to Live, con all'intero il singolo Zeze con Travis Scott e Offset che esplose. Si trova anche la presenza di Lil Pump e Juice Wrld nell'album.

### 2019-2021: Bill Israel, Haitan Boy Kodak, Happy Birthday Kodak
Nel 2019 Kodak inizia facendo uscire i singoli Pimpin Ain't Eazy, Calling My Spirit, e Zombie con NLE Choppa e DB Omerta, nel 2020 invece pubblica i singoli Because Of You, Vultures Cry 2 con Mike Smiff e WizDaWizard e sempre nel 2020 il suo terzo album chiamato Bill Israel, con all'interno la presenza di artisti come Tory Lanez, Gucci Mane, Lil Yachty, Jackboy e CBE.
Nel 2021 lancia il singolo Last Day In seguito da Every Balmain, esce poi Righteours Reapers con Sykobob, WizDaWizard e Wam SpinThaBin per poi far seguire Easter In Miami e Rip Stick con Sykobob e Pooh Shiesty, che fece uscire il suo mixtape Haitan Boy Kodak, con otto tracce e zero feauturing. In seguito sempre nel 2021 pubblicò il singolo Feelin' Peachy e a seguire uscì l'ep Happy Birthday Kodak con quattro tracce e collaborazioni con Jacquees, Rylo Rodriguez, Lil Keed e Yo Gotti. Sempre nel 2021 escono i singoli Senseless, Before I Go con Rod Wave, Killing The Rats, Love & War e Closure.

### 2022-2023: Back For Everything, Kutthroat Bill: Vol 1, Pistol & Pearlz e When I Was Dead
Ad inizio 2022 lancia l'album Back For Everything, con l'unico feat di Lil Durk. Nell'album spicca la canzone Super Gremlin, remixata in seguito da David Guetta, Myke Towers e Eladio Carrion. Nel corso del 2022 comparve in singoli di molti rapper tra cui Jason Derulo, Moneybagg Yo, Hotboii, DJ Khaled e Anuel AA. In seguito sempre nel 2022 Kodak pubblica vari singoli, Haitan Scarface, Walk, Spin, I'm So Awesome e Falling Over. Dopo l'uscita di questi singoli sempre nel 2022 lancia l'album Kutthroat Bill: Vol 1, con all'interno la presenza di Lil Crix, VVSNCE, NFL Tuewop e Prince Swanny.
Inizia il 2023 comparendo nei singoli dei rapper Gucci Mane, Trippie Redd e Internet Money Records con Roddy Ricch. Lancia poi il singolo No Love For A Thug seguito dall'uscita dell'album Pistol & Pearlz, con all'interno artisti come Lil Crix, VVSNCE, GorditoFlo, Loe Shimmy, Syko Bob, WizDaWizard e Wam SpinThaBin. In seguito partecipa a vari singoli di artisti come French Montana, 6ix9ine, Lil Tecca, e Lil Mc. Sempre nel 2023 escono i singoli Hope You Know, Eaze Your Mind, 2'CY, seguiti dal secondo album del 2023 chiamato When I Was Dead, con all'interno artisti come WizDaWizard, Wam SpinThaBin e OG Bobby Billions. Per chiudere l'anno pubblica il singolo Lemme See.

### 2024:Vulture Love Presents: The Last Zombie On Earth, Dieuson Octave
Nel 2024 Kodak pubblica i singoli Shampoo, No Beliver, Stressed Out e Dis Time, per poi realizzare un progetto con Vulture Love chiamato Vulture Love Presents: The Last Zombie On Earth. In seguito compare nei singoli di Don Toliver, Kanye West con Ty Dolla Sign, Playboi Carti, Manifest, Busta Rhymes, Peso Pluma e D Block Europe. Uscì in seguito il singolo Hit Stick seguito dalla collaborazione con Fivio Foreign nella traccia ONBOA47RD, traccia che fece suscitare critiche per la presenza all'interno di Donald Trump. Il 1º novembre esce il suo secondo EP chiamato Dieuson Octave, senza nessun featuring.

## Stile e influenze
La musica di Kodak Black è spesso incentrata su "precedenti e futuri misfatti criminali" e ha dichiarato di essere stato influenzato soprattutto dai rapper Boosie Badazz e Chief Keef. Il New Yorker l'ha descritto con "una voce manifestamente giovanile" e "dal suono ribelle" e ha dichiarato: "Kodak Black si unisce ad altri giovani rapper che hanno rifiutato un'enfasi dell'old school sulla varietà lirica, l'individualismo e la catarsi personale". Nel 2016, The Fader ha affermato che "articola il costante stato di afflizione il che può significare che viveva in un ambiente povero. Fa osservazioni emotivamente intelligenti in un modo che ricorda alcuni artisti adolescenti degli anni '90 come Mobb Deep e Lil' Wayne, le cui voci erano apprezzate come autentiche illustrazioni della vita nei loro angoli d'America".
Kodak Black è stato spesso descritto come un mumble rapper.

## Vita privata
Nel 2014, Kodak Black ha dichiarato di studiare per il diploma di scuola superiore alla Blanche Ely High School di Pompano Beach.
Durante la sua incarcerazione, Kodak Black iniziò a identificarsi come israelita dopo che un prete che conduceva il ministero della prigione studiava le Scritture con lui. In seguito ha chiesto di cambiare il suo nome in Bill Kahan Blanco, con Kahan presumibilmente essere un'ortografia alternativa di kohen, un termine usato nel giudaismo per riferirsi a sacerdoti che discendono dal profeta Aaronne, fratello di Mosè. Il 2 maggio 2018, ha legalmente cambiato il suo nome da "Dieuson Octave" a "Bill K. Kapri".
Nel giugno 2018, Kodak Black si è guadagnato il suo GED mentre era in prigione.

## Controversie
Nel gennaio 2017, Kodak Black ha trasmesso live su Instagram un'orgia e del sesso orale in una stanza d'albergo a Washington. L'account Instagram di Kodak Black ha raggiunto un record durante la trasmissione live.
Nell'aprile 2019, ha raccolto polemiche quando si è offerto di "aspettare" di avere rapporti sessuali con Lauren London, la fidanzata del defunto rapper Nipsey Hussle. Ha ricevuto una reazione immediata per questi commenti. Justin Credible, un DJ per la stazione radio Power 106, annunciò che la stazione non avrebbe più trasmesso la sua musica. Il 7 aprile, Kodak Black si è scusato, dicendo "Se ti ho mancato di rispetto a te Lauren in qualsiasi forma o modo, mi dispiace."

## Problemi legali

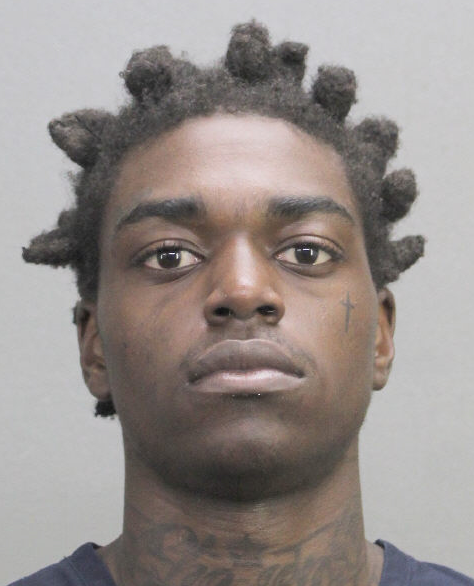
Foto segnaletica di Kodak Black nel 2016

Kodak Black è stato in un centro di detenzione giovanile per 3 volte in un solo anno per poi essere rilasciato ma comunque in libertà vigilata.
Nell'ottobre 2015 è stato arrestato a Pompano Beach e accusato di rapina, aggressione, sequestro di persona su un minore e possesso di cannabis. È stato successivamente rilasciato.
Nell'aprile 2016, Kodak Black è stato arrestato a Hallandale Beach, in Florida, accusato per possesso di un'arma appartenuta ad un criminale condannato, possesso di marijuana e fuga da ufficiali. Il mese seguente, fu arrestato nella Contea di Broward, in Florida, e accusato di rapina a mano armata e sequestro di persona. Fu trattenuto in custodia.
Nell'agosto 2016 è andato in tribunale a Fort Lauderdale, in Florida. Diversi dirigenti della Atlantic Records hanno partecipato alla corte; il vicepresidente Michael Kushner ha commentato "Black ha un futuro brillante come artista discografico". Kodak Black non si è opposto a tutte le accuse e in base ad un accordo di patteggiamento doveva essere posto agli arresti domiciliari per circa un anno, fare cinque anni di libertà vigilata, svolgere il servizio di comunità secondo le necessità e prendere lezioni di gestione della rabbia. Tuttavia ha avuto il permesso di fare un tour internazionale. Prima della sua liberazione dal carcere principale di Broward, la polizia ha scoperto due importanti mandati penali, il primo da Florence, in Carolina del Sud, relativo alla condotta sessuale, il secondo dalla Contea di St. Lucie, in Florida, che lo accusava di due reati minori per possesso di marijuana. Kodak Black non è stato rilasciato dalla prigione.
Nel settembre 2016, Kodak Black non ha contestato i due reati di droga e fu condannato a quattro mesi di prigione. È stato compensato per il tempo speso in custodia in attesa di processo ed è stato tenuto a servire per 120 giorni. Fu anche sospeso dalla guida per un anno.
Kodak Black fu rilasciato dalla prigione in Florida, e fu trasportato a Florence, in Carolina del Sud, per affrontare le accuse di violenza sessuale. Secondo la vittima, che ha riportato l'incidente alla sua infermiera scolastica, aveva assistito a una performance di Kodak Black nel febbraio 2016 presso "Treasure City" a Florence, dopo di che l'ha accompagnato nella sua stanza d'albergo dove è stato accusato di violenza sessuale. Il 1º dicembre 2016, Kodak Black è stato rilasciato dalla custodia in Carolina del Sud ma è tornato in tribunale l'8 febbraio 2017.
Nel febbraio 2017, Kodak Black è stato nuovamente arrestato per violazione della sua libertà vigilata.
Nell'aprile 2017 è stato incriminato da un gran giurì nella Carolina del Sud e deve subire un processo contro l'accusa di condotta sessuale di primo grado. Sempre nell'aprile 2017 si è presentato in tribunale in Florida, dove il suo consigliere di gestione della rabbia Ramona Sanchez ha parlato di lui. Il consulente ha raccomandato che Kodak Black parteciperà alla terapia individuale anziché alla terapia di gruppo.
Il 4 maggio 2017 è stato condannato per aver violato i suoi arresti domiciliari a 364 giorni nel carcere della contea di Broward, con la possibilità di avere un rilascio anticipato se avesse completato un corso sulle abilità di vita. È stato rilasciato il 5 giugno 2017. Rimarrà agli arresti domiciliari per circa un anno, e cinque anni di libertà vigilata.
Nel gennaio 2018, Kodak Black è stato arrestato a Pembroke Pines, in Florida, con multiple accuse derivanti da un video in live streaming pubblicato su Instagram che lo mostrava mentre passava della marijuana e una pistola ad un piccolo bambino. Inizialmente ha affrontato sette accuse di reato tra cui l'abbandono dei bambini, il furto di armi da fuoco, il possesso di un'arma da parte di un criminale condannato e possesso di marijuana. Il 22 febbraio 2018 sono state ritirate tre accuse contro Kodak Black e si dichiarò non colpevole per le altre due. Il 17 aprile, si è dichiarato non colpevole per le rimanenti accuse, possesso di un'arma da parte di un criminale condannato e possesso di marijuana ed è stato condannato a 364 giorni di carcere con il merito per il tempo servito. È stato rilasciato il 18 agosto 2018.
Mentre era in tournée negli Stati Uniti sud-orientali, un procuratore della Carolina del Sud ha annunciato che Kodak sarebbe stato processato per condotta sessuale di primo grado, per presunto stupro, nel febbraio 2016. In seguito, il pubblico ministero ha affermato che in estate o all'inizio dell'autunno, Kodak avrebbe dovuto tornare in Carolina del Sud per affrontare le accuse. Inoltre hanno dichiarato che potrebbe affrontare un massimo di 30 anni in carcere. Il procuratore Ed Clements ha dichiarato: "Stiamo procedendo lentamente ma costantemente verso una disposizione". Secondo quanto riferito, anche l'ufficio del pubblico ministero ha dichiarato che la vittima non era minorenne al momento del presunto stupro.
Il 5 aprile 2019, il promotore Nicholas Fitts ha intentato una causa contro Kodak per non aver partecipato ai suoi concerti. Fitts ha affermato che Kodak era stato obbligato per contratto a esibirsi per lui il 3 marzo 2017 a New York, ma non si è presentato. Fitts decise allora di riprogrammare il concerto per l'aprile 2017, tuttavia Kodak non si è presentato neanche questa volta. Dopo una terza programmazione, per la quale Kodak non si è esibito ancora una volta, Fitts ha dichiarato che l'incidente gli ha causato oltre 500.000 dollari di perdite e ha danneggiato la sua reputazione. La sua causa è stata intentata in giudizio per oltre 500.000 dollari.
Il 17 aprile 2019, mentre cercava di rientrare dal Canada, Kodak fu arrestato nei confini degli Stati Uniti dalla protezione doganale dopo che le autorità di frontiera trovarono marijuana e una pistola Glock nella sua auto. È stato accusato dalle autorità per possesso illegale di un'arma di terzo grado e possesso illegale di marijuana. Bail fu rilasciato il giorno dopo, pagando una cauzione di 20.000 o 40.000 dollari. Come risultato dell'arresto, furono cancellate due date a Boston e Connecticut.
Il 24 aprile 2019, mentre era in tour per il suo album Dying to Live, i funzionari del Federal Bureau of Investigation e della polizia metropolitana entrarono e perquisirono uno degli autobus turistici di Kodak che erano parcheggiati nella sede. In quel momento, mentre Kodak non era presente nel veicolo, l'FBI trovò armi da fuoco e fermò alcuni membri della crew di Kodak. Presumibilmente, l'FBI ha tentato di entrare nel club in cui Kodak si esibiva, ma gli fu negato l'ingresso dal proprietario. TMZ ha dichiarato che era "poco chiaro" se l'autobus fosse o meno di proprietà di Kodak. Ciò accadde una settimana dopo il suo arresto al confine tra Stati Uniti e Canada. È stato affermato che lo stesso Kodak non ha avuto problemi con le forze dell'ordine.
L'11 maggio 2019, mentre si preparava per esibirsi al Rolling Loud di Miami, Kodak fu arrestato con accusa di possesso d'arma da fuoco. Fu arrestato dalla polizia di Miami e dai funzionari federali e si è trovato ad affrontare accuse statali e federali. Kodak fu accusato due volte per falsa testimonianza su una forma governativa, apparentemente a partire dal gennaio 2019, quando mentì sul modulo mentre tentava di acquistare armi da fuoco. Presentò una richiesta per la sua casa dal valore di 600.000 dollari come garanzia dei 500.000 dollari richiesti e gli è stata concessa una cauzione. Secondo quanto riferito potrebbe rischiare fino a 10 anni di carcere per le accuse, tuttavia si dichiarò non colpevole il 15 maggio. I pubblici ministeri stanno tuttora tentando di revocare la cauzione di Kodak, sottolineando i crimini violenti del passato come un incidente nel 2012 e le sue possibili connessioni ad una sparatoria a marzo. Il nuovo arresto potrebbe anche far revocare il suo legame col caso di stupro accaduto in Carolina del Sud nel 2016. I procuratori federali hanno dichiarato che è un pericolo per la società a causa della sua lunga storia di atti criminali, nonché per la sua reiterata violazione delle regole. L'avvocato di Kodak ha dichiarato che si è volontariamente consegnato lui stesso dopo aver letto un mandato delle udienze; tuttavia ha affermato che non rappresenta un pericolo per la società a causa del fatto che il crimine non è violento. È stato riferito da TMZ che il 13 novembre 2019 Kodak Black ha fatto un patteggiamento ed è stato condannato a 4 anni di prigione, una pena drasticamente più breve rispetto ai 8 anni in cui i tribunali erano favorevoli visto che il rapper era stato coinvolto in una rissa mentre era incarcerato con gravi lesioni ad una guardia.
Il 20 gennaio 2021 assieme ad altre persone ha ricevuto la commutazione della pena per il suo impegno sociale e la sua promettente carriera da artista nell’ultimo atto del presidente degli Stati Uniti uscente Donald Trump.

## Discografia

### Album in studio
- 2017 – Painting Pictures
- 2018 – Dying to Live
- 2020 – Bill Israel
- 2022 – Back for Everything
- 2023 – Pistol & Pearlz
- 2023 – When I Was Dead

### Mixtape

#### Da solista
- 2013 – Project Baby
- 2014 – Heart of the Projects
- 2015 – Institution
- 2016 – Lil B.I.G. Pac
- 2017 – F.E.M.A (con Plies)
- 2017 – Project Baby 2
- 2018 – Heart Break Kodak
- 2021 – Haitian Boy Kodak
- 2022 – Kutthroat Bill: Vol. 1
- 2024 – Vulture Love Presents: The Last Zombie On Heart (con Vulture Love)

### EP
- 2021 – Happy Birthday Kodak
- 2024 – Dieuson Octave

### Singoli
- 2015 – No Flockin
- 2015 – Skrilla
- 2015 – Skrt
- 2016 – Like Dat
- 2016 – Going Viral (feat. Boosie Badazz)
- 2016 – There He Go
- 2017 – Tunnel Vision
- 2017 – Horses (feat. PnB Rock & A Boogie wit da Hoodie)
- 2017 – First Day Out
- 2017 – Patty Cake
- 2017 – Transportin
- 2017 – Roll in Peace (feat. XXXTentacion)
- 2017 – Codeine Dreaming (feat. Lil Wayne)
- 2018 – Wake Up in the Sky (feat. Gucci Mane & Bruno Mars)
- 2018 – If I'm Lyin, I'm Flyin
- 2018 – Zeze (feat. Travis Scott & Offset)
- 2018 – Take One
- 2018 – Calling My Spirit
- 2019 – Pimpin Ain't Eazy
- 2020 – Because of You
- 2020 – Vultures Cry 2 (feat. WizDaWizard e Mike Smiff)
- 2021 – Last Day In
- 2021 – Every Balmain
- 2021 – Easter in Miami
- 2021 – Before I Go (feat. Rod Wave)